# Maison située 10 rue Jovana Kursule à Ćuprija
La maison située 10 rue Jovana Kursule à Ćuprija (en serbe cyrillique : Кућа у Ул. Јована Курсуле 10 у Ћуприји ; en serbe latin : Kuća u Ul. Jovana Kursule 10 u Ćupriji) se trouve à Ćuprija et dans le district de Pomoravlje, en Serbie. Elle est inscrite sur la liste des monuments culturels protégés de la République de Serbie (identifiant no SK 1687),,.

## Présentation
La maison a été construite dans les années 1930 pour le docteur Živojin-Žika Popović, qui était alors directeur de l'hôpital de Ćuprija et membre du conseil municipal. Elle a été principalement conçue par l'ingénieur Grigorije Vukićević de Belgrade. Elle a conservé sa fonction de résidence privée jusqu'au 5 avril 1961, date à laquelle elle a accueilli l'administration de la société Elektrodistribucija.
Le bâtiment, qui s'inscrit dans un plan rectangulaire, est constitué d'un sous-sol, d'un rez-de-chaussée et d'un étage ; il est construit en pierres, en briques et en béton armé. Horizontalement, la façade est divisée en trois zones ; la plus basse est constituée de pierre artificielle et s'élève jusqu'à 2 m ; la seconde zone est séparée de la troisième par un cordon doté d'une série d'arcatures aveugles. La façade sur rue est dotée d'une décoration plastique ; les fenêtres sont réparties de manière asymétrique, tantôt larges tantôt géminées. Ces fenêtres sont flanquées de petits demi-pilastres couronnés de chapiteaux avec des éléments corinthiens stylisés ; sur les chapiteaux s'appuient des arcades aveugles cintrées. Les fenêtres de la troisième zone sont dépourvues de décoration particulière, à l'exception de rectangles en plâtre qui s'intercalent entre les fenêtres ; cette zone se termine par une frise et une corniche surmontée d'un attique ; le toit est à quatre pans.
Par son architecture, la maison mêle le style néoclassique (frise, pilastres et attique) et des éléments caractéristiques du style national serbe qui relèvent du romantisme du XIXe siècle.